# Otto Olsen
Otto Olsen (n. 13 decembrie 1884, Østre Aker⁠(d), Akershus, Norvegia – d. 13 ianuarie 1953, Christiania, Norvegia) a fost un trăgător de tir ce a reprezentat Norvegia, medaliat olimpic. A participat la 2 ediții ale Jocurilor Olimpice (1920, 1924) în care a câștigat 4 medalii de aur, 3 medalii de argint și o medalie de bronz.